# Kobułty
Kobułty (Duits: Kobulten) is een plaats in het Poolse district  Olsztyński, woiwodschap Ermland-Mazurië. De plaats maakt deel uit van de gemeente Biskupiec en telt 520 inwoners.